# Stepan Company
Stepan Company (NYSE: SCL) é uma fabricante de produtos químicos especiais, sediada na cidade de Northfield, no Estado de Illinois. A empresa foi fundada no ano de 1932 por Alfred Stepan C. Jr., possuindo aproximadamente 2.000 empregados. Atualmente a empresa é dirigida por seu neto, F. Quinn Stepan Jr. A empresa é considerada como a maior fabricante mundial de tensoativos aniónicos comerciais, que são utilizados para reforçar as capacidades de espuma e limpeza de detergentes, champus, dentífricos e cosméticos.
A Coca-Cola, por exemplo, inclui em sua lista de ingredientes um extrato da folha de coca, que é preparado por uma fábrica da Stepan Company, localizada em Maywood, Nova Jersey. A instalação, que era conhecida como Maywood Chemical Works, foi comprada pela Stepan em 1959. A fábrica é a única entidade comercial E.U.A. autorizado pela Drug Enforcement Administration a importar folhas de coca, que vêm principalmente do Peru. Cerca de 100 mil toneladas de folha de coca desitratada são importadas a cada ano. O extrato sem cocaína é vendido para a Coca-Cola Company, para uso em refrigerantes, enquanto que o o cloridato de cocaína ativo é vendido para a Mallinckrodt, uma empresa farmacêutica, para fins medicinais.

## Referencias
1. ↑  «Alfred Stepan, noted political scientist, dies». Chicago Tribune. Consultado em 19 de fevereiro de 2023